# Neoregelia alvimii
Neoregelia alvimii là một loài thực vật có hoa trong họ Bromeliaceae. Loài này được Roeth mô tả khoa học đầu tiên năm 1992.